# Parafia Najświętszej Maryi Panny Królowej Polski w Supraślu
Parafia pw. Najświętszej Maryi Panny Królowej Polski w Supraślu – rzymskokatolicka parafia należąca do dekanatu Wasilków, archidiecezji białostockiej, metropolii białostockiej.

## Historia parafii
Parafię erygował abp Wojciech Ziemba dekretem z 23 czerwca 2005 r. Wydzielono ją z terytorium rzymskokatolickiej parafii pw. Trójcy Świętej w Supraślu. Pierwszym proboszczem został ks. Wojciech Kraśnicki. Od 8 lipca 2018 do 1 lipca 2024 proboszczem parafii był  ks. Wiesław Kulesza.  Od 1 lipca 2024 administratorem parafii jest ks. Jerzy Sęczek.  

## Miejsca kultu
Kościół parafialny
- Kościół pw. Najświętszej Maryi Panny Królowej Polski w Supraślu

Na świątynię parafialną przeznaczono dawny zbór ewangelicki, ufundowany przez fabrykantów supraskich wyznania ewangelicko-augsburskiego i wyświęcony w 1885 r. W czasie II wojny światowej obiekt przestał pełnić funkcje kultowe. W latach 1940–1968 służył jako magazyn i uległ dewastacji. Próbowano go zaadaptować, m.in. na salę gimnastyczną, koncertową, punkt PTTK. W latach 1979–1986 przeprowadzono prace rewaloryzacyjne kościoła. W 1989 r. Konsystorz Ewangelicko-Augsburski w Warszawie odzyskał prawo własności do świątyni, którą w 1990 r. wykupiła Kuria Arcybiskupia w Białymstoku.
Świątynię wzniesiono w stylu eklektycznym z przewagą form neogotyckich. Została wyremontowana i dostosowana do potrzeb kultu katolickiego po erygowaniu nowej parafii.
Kościoły filialne i kaplice
- Neogotycka kaplica grobowa rodziny Buchholtzów z 1904 roku znajdująca się na cmentarzu w Supraślu.

Cmentarz
Były cmentarz protestancki o powierzchni 2 ha jest własnością tutejszego kościoła od 27 maja 1998 r.

## Zasięg parafii
W granicach parafii znajdują się miejscowości
- Jałówka,
- Kopna Góra,
- Krasne,
- Łaźnie,
- Międzyrzecze,
- Sokołda,
- Surażkowo,
- Woronicze,
- Zacisze,
- Zapieczki

oraz ulice Supraśla
- Białostocka,
- Brzozówka,
- Kodeksu Supraskiego,
- Uroczysko Pustelnia,
- Chodkiewicza,
- Dolna,
- Dublaka,
- Grzybowa,
- Konarskiego,
- Konopnickiej,
- Leśna,
- Lewitówka,
- Majowa,
- Nowa,
- Ogrodowa,
- OO. Bazylianów,
- Orla,
- Piłsudskiego (od 3 Maja do końca w kierunku północnym),
- Podleśna,
- Podsupraśl,
- Sarnia,
- Sosnowa,
- Sowia,
- Spółdzielcza,
- Tartaczna,
- Wczasowa,
- Wiewiórcza,
- Wróbla,
- Wróblewskiego,
- Zacherta,
- Żurawia,
- Rymarka